# Hofman
Hofman je priimek v Sloveniji, ki ga je po podatkih Statističnega urada Republike Slovenije na dan 1. januarja 2010 uporabljalo 47 oseb.  

## Znani slovenski nosilci priimka
- Branko Hofman (1929—1991), književnik

## Znani tuji nosilci priimka
- Emil Hofman (*1940), hrvaški atlet in kineziolog
- Milan Hofman (1901—19_?), hrvaški novinar
- René Hofman (*1961), nizozemski nogometaš
- Vlastislav Hofman (1884—1964), češki arhitekt in scenarist, slikar
- Vlastimil (Wlastimil) Hofman (1881—1970), češko-poljski slikar